# Бродин Михайло Семенович
Михайло Семенович Бродин (нар. 30 вересня 1931, с. Сівка-Войнилівська — 8 листопада 2024, Київ, Україна) — український вчений у галузі фізики твердого тіла, нелінійної оптики та квантової електроніки. Академік Національної академії наук України (1982), заслужений діяч науки і техніки України, лауреат Ленінської премії (1966), Державної премії СРСР (1982), Державної премії УРСР (1974), Державної премії України в галузі науки і техніки (1994).

## Біографія
Народився 30 вересня 1931 року у с. Сівка (тепер Сівка-Войнилівська) на Івано-Франківщині. У 1953 році закінчив Львівський державний університет імені Івана Франка і вступив до аспірантури Інституту фізики АН України. Вся подальша його наукова і трудова діяльність пов'язана з цією установою, де він пройшов шлях від аспіранта до завідувача відділом (1965) і директора (1987). З 2006 року Михайло Семенович — почесний директор Інституту фізики НАН України.

## Наукова робота
Активна наукова робота М. С. Бродина почалася з досліджень оптичних спектрів молекулярних кристалів під керівництвом академіка Антоніни Федорівни Прихотько, яка була наставником і вчителем Михайла Семеновича. Фахівці добре знають фундаментальні праці М. С. Бродина, присвячені дослідженню екситонів у молекулярних і напівпровідникових кристалах. За цикл робіт з вивчення природи екситонів молодий доктор наук у 1966 році у складі колективу вчених був удостоєний Ленінської премії.
Активну участь М. С. Бродин і його співробітників у розвитку нові на той час галузі фізики — квантової електроніки — увінчалася вагомим досягненням: створенням лазерів на змішаних однорідних напівпровідниках А2В6 з перестроюванням частоти у всій видимій і ближній ультрафіолетовій ділянках спектру. Ці роботи були удостоєні Державної премії УРСР в галузі науки і техніки 1974 року.
Значним є внесок М. С. Бродина і його учнів у дослідження фундаментальних проблем нелінійної оптики та динамічної голографії. На основі досліджень нелінійної рефракції широкозонних напівпровідників ним і його співробітниками створені скалярні і векторні динамічні голограми з рекордною швидкістю і високою ефективністю. Цикл фундаментальних робіт М. С. Бродина зі співробітниками в області динамічної голографії та нелінійної оптики відзначено Державною премією СРСР 1982 року.
З 1990 року під керівництвом М. С. Бродина засновані дослідження в новому напрямку — лазерній фотоакустичній спектроскопії матеріалів електронної техніки. Були отримані вагомі наукові результати і створений унікальний діагностичний комплекс — лазерний термохвильовий інтроскоп. За цикл робіт у цій галузі науки М. С. Бродину в числі інших виконавців в 1994 р. присуджена Державна премія України в галузі науки і техніки.
У 1998 р. за цикл робіт з дослідження поверхневих екситонів та деформуючих поляритонів у молекулярних кристалах вчений удостоєний премії імені К. Д. Синельникова НАН України.

## Педагогічна та громадська діяльність
М. С. Бродин є автором більш як 350 наукових праць, у тому числі трьох монографій, опублікованих не тільки в Україні, а й за кордоном. Він — лідер авторитетної школи вчених, які плідно працюють у галузі нелінійної оптики, лазерної фізики та фізики твердого тіла. Серед його учнів — один член-кореспондент НАН України, сім докторів і понад сорок кандидатів наук.
Понад десять років М. С. Бродин обіймав посаду академіка-секретаря Відділення фізики та астрономії НАН України і директора Інституту фізики НАН України. Під його керівництвом інститут зберіг і розвинув найкращі традиції першого в Україні академічного наукового закладу фізичного профілю. В інституті утвердилися нові наукові напрями: фізика рідких кристалів, фізика біологічних систем, нанофізика. На світовому рівні проводяться роботи у галузі лазерної фізики і нелінійної оптики, фізики твердого тіла, фізичної електроніки, фізики поверхні та фізики газового розряду. Про високий рівень досліджень свідчать гранти міжнародних наукових фондів, за кількістю яких інститут є одним з лідерів серед установ Академії.
М. С. Бродин — головний редактор «Українського фізичного журналу» та член редколегій відомих міжнародних журналів — «Квантовая электроника», «Фізика напівпровідників, квантова та оптоелектроніка», «Український журнал фізичної оптики».

## Нагороди
Вчений удостоєний високих урядових нагород: орденів Жовтневої Революції, «Знак Пошани», «За заслуги» II та III ступенів, медалі «За доблесну працю», а також нагороди Оптичного товариства ім. Д. С. Рождественського — медалі ім. С. І. Вавилова. За видатний внесок у розвиток науки, виховання наукових кадрів М. С. Бродину у 2000 р. присуджено звання «Почесний доктор наук» Львівського національного університету ім. І. Я. Франка.
24 серпня 2012 року став повним кавалером Ордена «За заслуги», отримавши Орден «За заслуги» I ступеня — за значний особистий внесок у соціально-економічний, науково-технічний, культурно-освітній розвиток Української держави, вагомі трудові здобутки, багаторічну сумлінну працю та з нагоди 21-ї річниці незалежності України